# Шарманка
Шарманка (от фр. Charmante Catherine — «Прекрасная Катрин», название одной из первых песен, исполненных на шарманке, также «Уличный орган», англ. Street organ) — механический духовой инструмент для воспроизведения музыкальных произведений, как правило портативный. В России её иногда называли «Катаринка». Первоначально использовалась для обучения певчих птиц и называлась «чижовка» или «дроздовка».
Представляет собой небольшой орган без клавиатуры — ящик, внутри которого размещены в несколько рядов звучащие трубки, меха и деревянный или металлический валик с шипами-кулачками. Крутя ручку, шарманщик приводит в действие меха, воздух из которых поступает в духовые трубки в том порядке, который задан на валике.
В некоторых шарманках шарманщик мог воспроизвести 6-8 мелодий, записанных на валике. Обычно шарманкой называют механический орган бродячих музыкантов, переносной инструмент, при вращении рукоятки исполняющий 6-8 мелодий.
Существует несколько видов носителей музыки для шарманок: перфолента, металлический валик со штырьками и миди-устройство (у современных). Схема работы у этих устройств, соответственно, отличается.

## История
Первые шарманки, вероятно, появились во Франции в XVII веке, тогдашние экземпляры были достаточно примитивными и могли воспроизводить только одну мелодию, они служили для обучения певчих птичек, поэтому их называли «птичими органчиками» (а также «чижовками» и «дроздовками»). Наверное, это первый экземпляр, сохранившийся и дошедший до нас. По другим данным, шарманка была изобретена итальянцем Джованни Барбери.
Однако подобные «кулачковые устройства» были известны ещё со времен античности: маленькие выступы-«кулачки» крепятся на вращающихся цилиндрах или дисках, попеременно включая звучание той или иной ноты. В Нидерландах XV века подобные инструменты представляли собой сложную стационарную конструкцию, действующую с помощью гидравлики, гирь или заводного механизма. В XVIII—XIX вв. разнообразные шарманки часто использовались в английских церквях, где играли гимны и псалмы.
В Россию шарманка проникла в конце XVIII века из Польши. Инструмент полюбился странствующими музыкантами, а также артистами цирка шапито. Помимо происхождения от песни «Charmante Catherine» (оттуда же «катаринка»), существует еще и другой вариант происхождения наименования инструмента — «ширманка», от слова ширма, так как исполнители на инструменте во время своих выступлений часто объединялись с кукольниками, которые во время представлений работали за ширмой.
Сейчас шарманщики, хоть и встречаются, значительно реже, чем раньше, однако всё ещё развлекают публику (в том числе и туристов) в общественных местах, например на площадях. В Дании шарманщика приглашают на свадьбу. В Праге его можно встретить на Карловом мосту. Под звуки шарманки устраивают парады в Австралии. Также в настоящее время на улицах различных городов можно повстречать шарманщиков-дилетантов, играющих на самодельных миниатюрных инструментах. Данные инструменты не имеют ничего общего с настоящими шарманками — это обычные музыкальные проигрыватели с встроенными генераторами, которые присоединены к вращающейся ручке. Настоящая шарманка отличается по звучанию — в них используются духовые трубки свисткового типа.

## Названия шарманки на разных языках
- Немецкий язык — нем. Leierkasten, Drehorgel
- Английский язык — англ. barrel organ
- Французский язык — фр. orgue de barbarie
- Испанский язык — исп. organillo
- Итальянский язык — итал. organistro
- Болгарcкий язык — болг. латерна
- Русский язык — рус. катеринка
- Венгерский язык — венг. kintorna[1].

## Шарманка в культуре
В прежние времена шарманка была настолько популярной, что она оставила немалый след в мировой культуре.

### В литературе
- «Шарманка» — пьеса Андрея Платонова.
- В романе «Мёртвые души» Ноздрёв показывает Чичикову шарманку, исполняет на ней песню «Мальбрук в поход собрался» и предлагает её Чичикову в дар.
- Образ шарманщика, как бедного музыканта, используется, например, в повести-сказке «Золотой ключик, или Приключения Буратино» (1935) — шарманщиком является папа Карло.
- В рассказе А. И. Куприна «Белый пудель» шарманщиком был Мартын Лодыжкин.
- В повести В. А. Осеевой «Динка»
- Отголоски звука шарманки отражены Д. Д. Шостаковичем в пьесе «Полька-шарманка» (из Балетной сюиты № 1)
- В повести Лидии Ждановой «Ребята с улицы Черноголовых»
- Д. В. Григорович, повесть «Петербургские шарманщики»
- Паустовский, Константин Григорьевич, глава «Святославская улица» в книге первой автобиографического издания «Повести моей жизни». Действующие лица — автор, его родители, шарманщик и его дочь.

### В современной музыке
- «Шарманка» — песня группы «Пикник»: «Моя шарманка — что мельница, мелет звуки — не верится, жерновам её все не беда».
- «Шарманка» — песня Игоря Крутого на слова Виктора Пеленягрэ в исполнении Николая Баскова.
- Песня Einsamkeit с одноимённого альбома группы Lacrimosa начинается со звуков шарманки.
- Песня «Шарманка» — Павел Кашин
- Песня «Шарманка-шарлатанка» — Булат Окуджава
- Песня «Шарманщик» — Михаил Щербаков
- Современная реинкарнация шарманщика — артист «Нео-Шарманщик» (Москва)
- Современный мастер-изготовитель 20-нотных духовых шарманок - Александр Лоскутов (СПб)

### В компьютерных играх
- Шарманка встречается в сюрреалистической компьютерной игре Neverhood. Сыграв на шарманке, герой разбудил страшное чудовище.
- В игре Dishonored присутствует нагрудная шарманка, проигрывающая «математически чистые»[3] ноты, тем самым предотвращая использование любых сверхъестественных способностей в пределах диапазона.

### В кино
- В фильме Тима Бёртона «Бэтмен возвращается» один из артистов цирка «Красный треугольник» использует шарманку со встроенным миниганом, работающим от ручного привода.
- В полнометражном советском мультфильме 1988 года «Остров сокровищ» пираты Чёрный Пёс и Слепой Пью исполняют песню «История о мальчике Бобби» («Деньги-деньги, дребеденьги») под аккомпанемент шарманки, на которой играет Чёрный Пёс.

### В профессиональном жаргоне
- «Шарманкой» радиолюбители называют простые самодельные радиопередающие устройства, а также звукотехнику потребительского качества[источник не указан 499 дней].
- Шарманка — сумка железнодорожника[источник не указан 499 дней].
- Медицинский профессионализм для обозначения электрокардиографа (аппарата для записи ЭКГ — электрокардиографии)[источник не указан 499 дней].

## Галерея

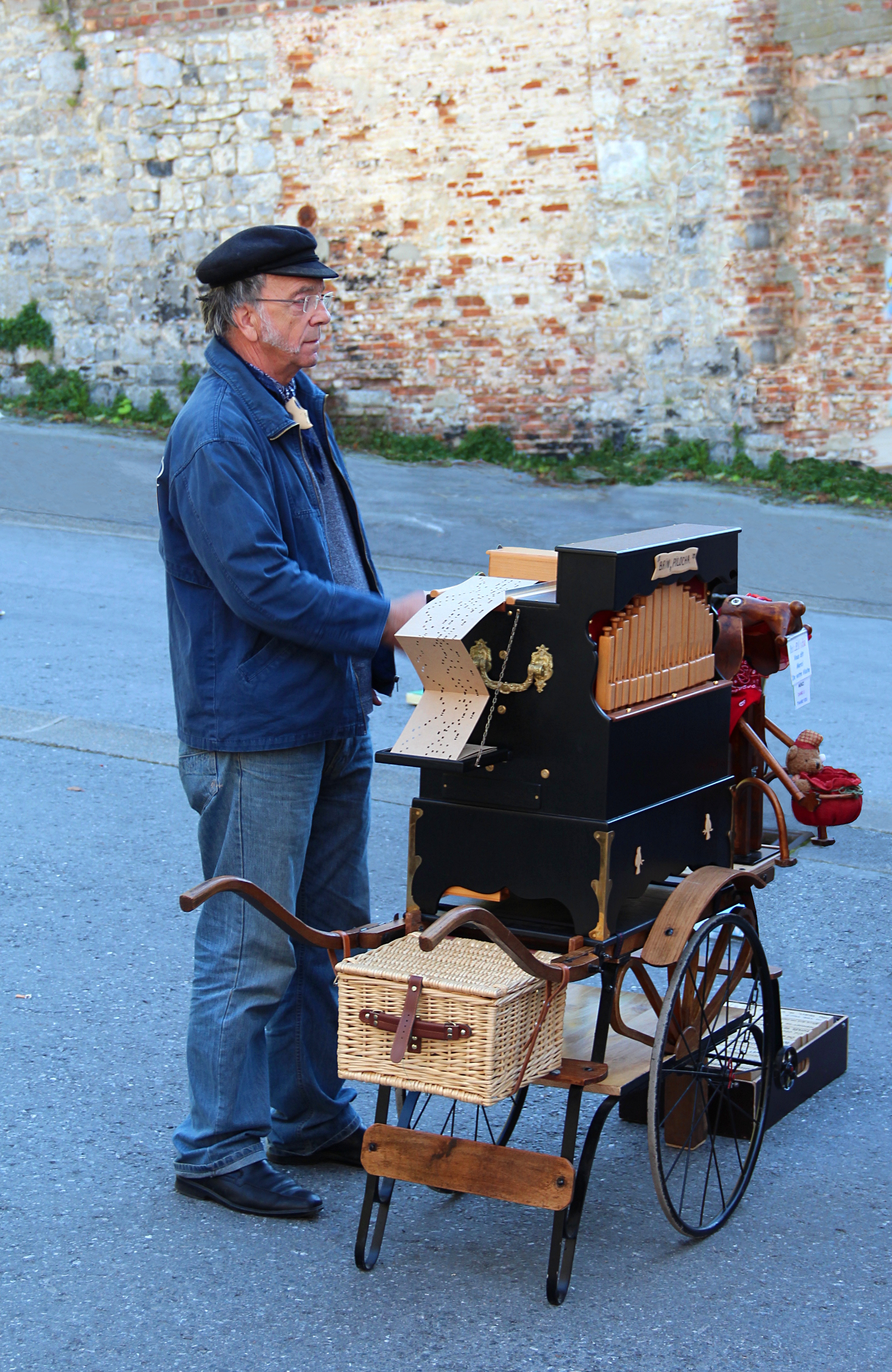
Шарманщик на улице Динан (Бельгия)
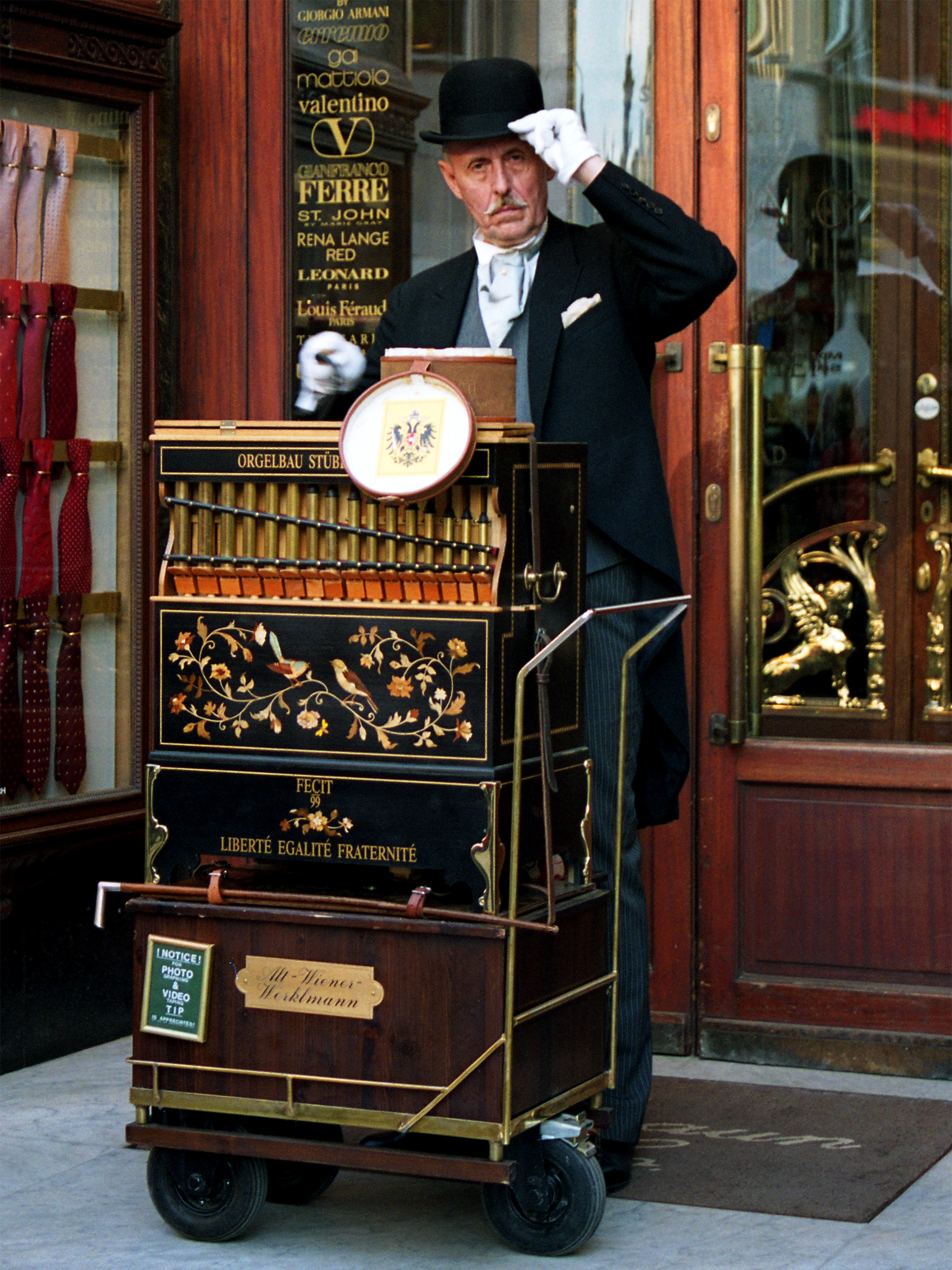
Шарманщик на улице Вены, Австрия
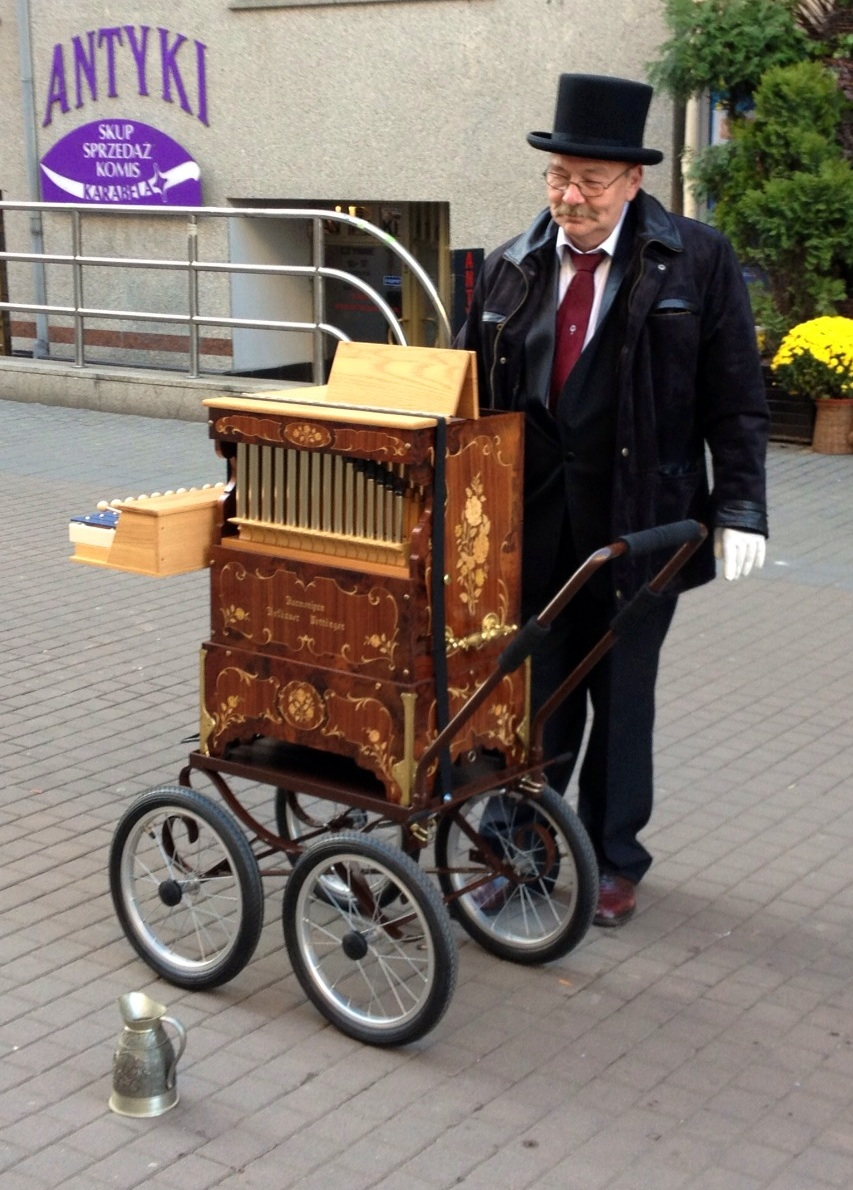
Играющий на шарманке в Катовице, (Польша)
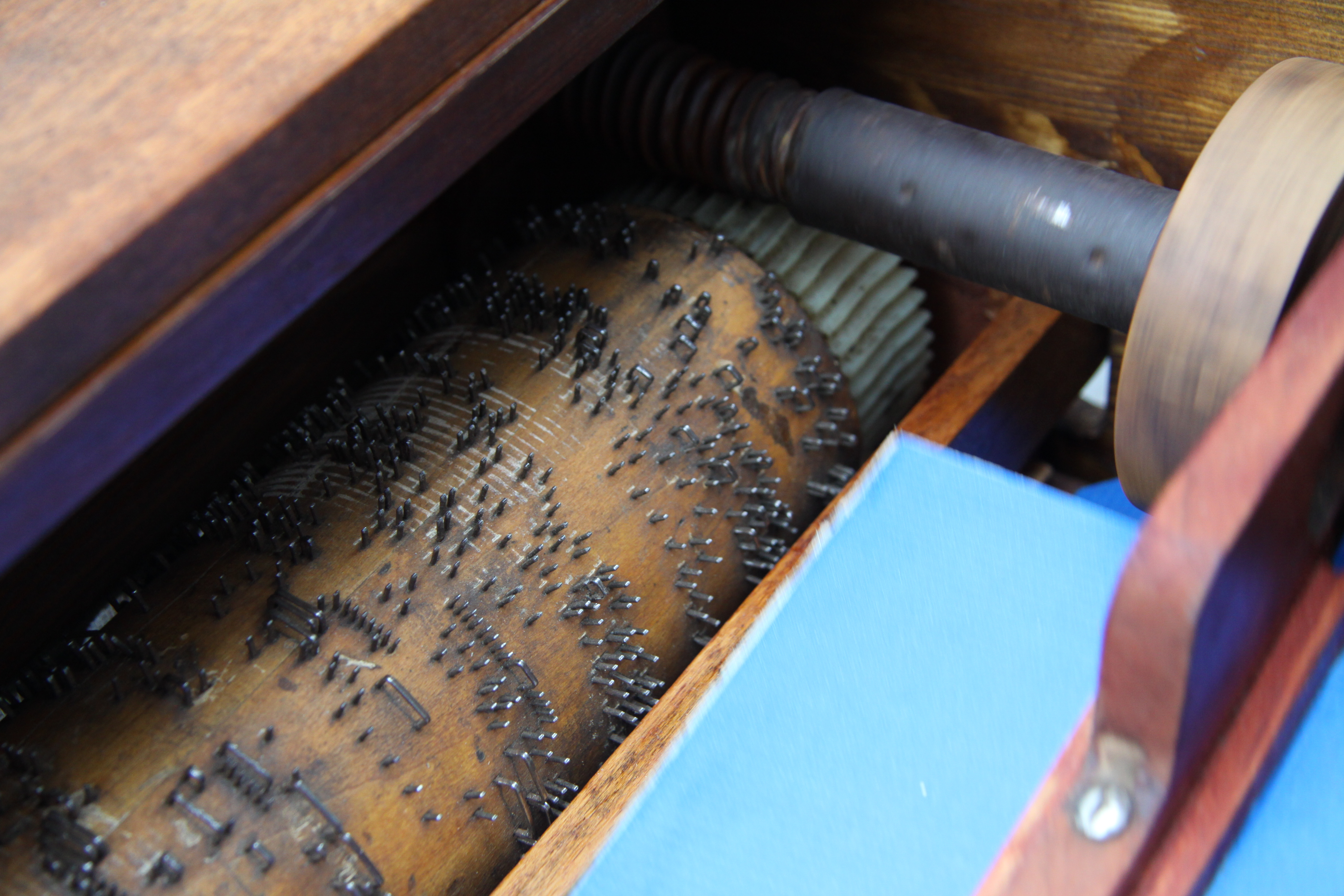
Деталь внутренней части шарманки
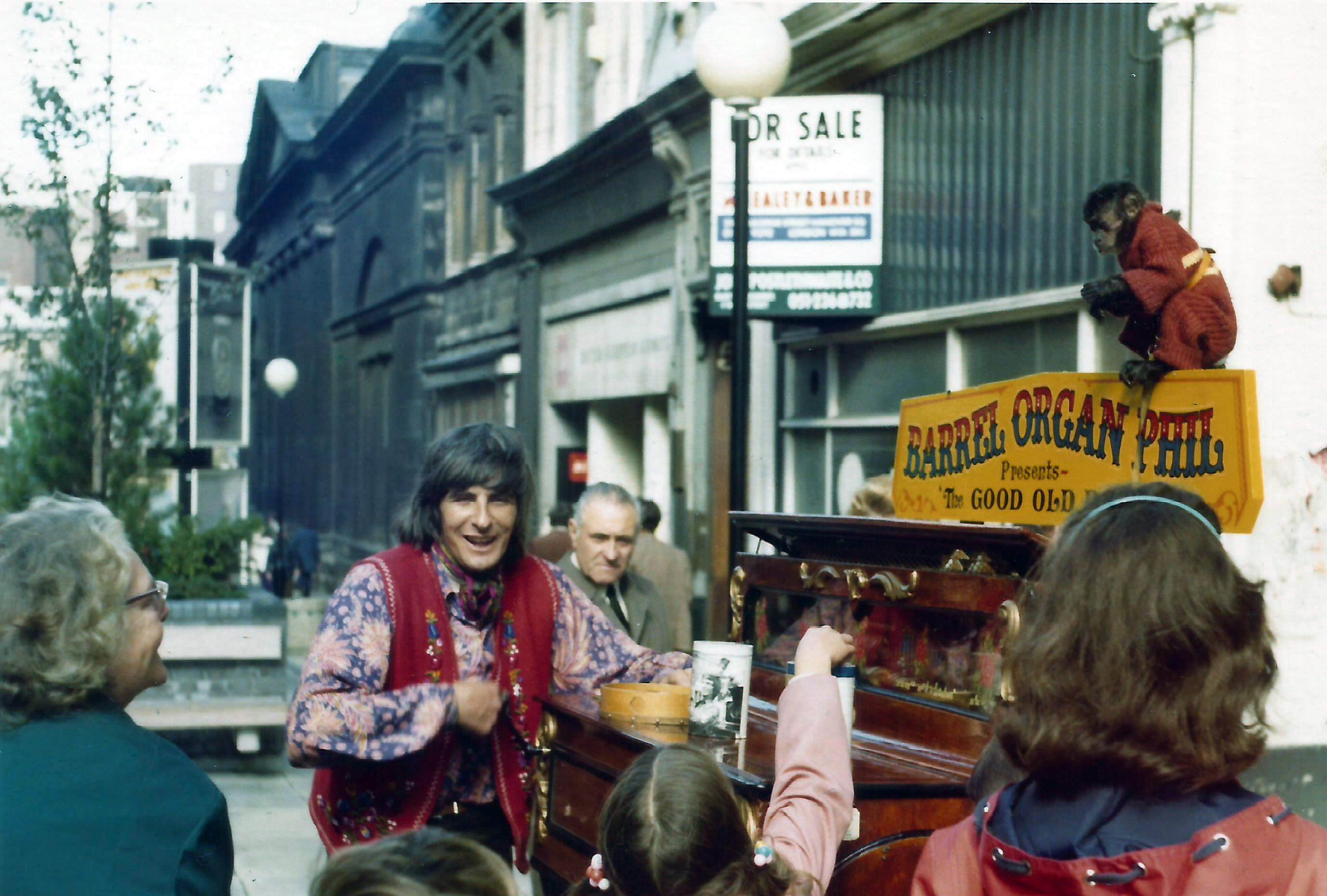
Шарманщик с ручной обезьяной в Ливерпуле, Англия
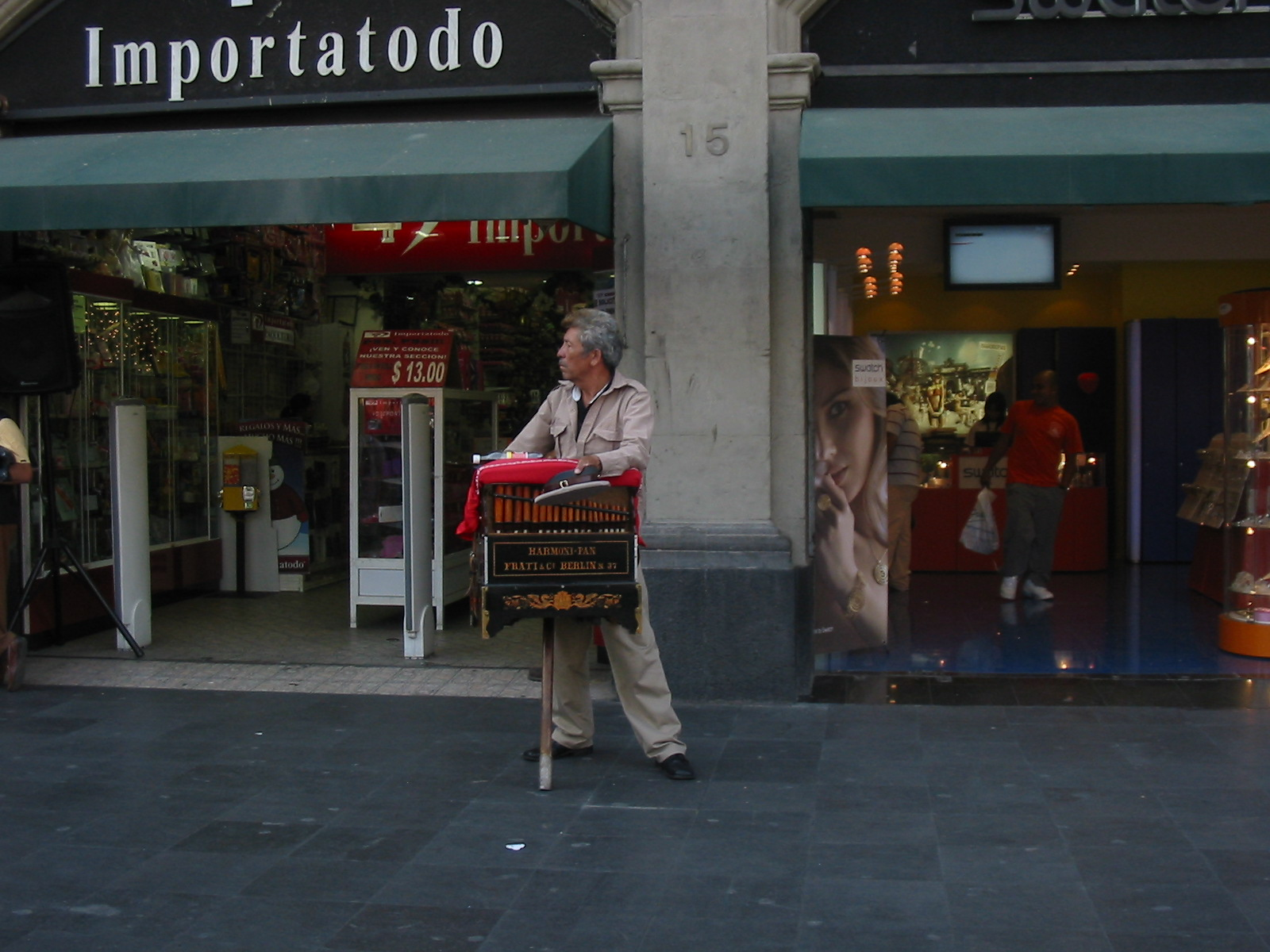
Шарманщик в Сьюдад-де-Мехико недалеко от Площади Конституции (Сокало)
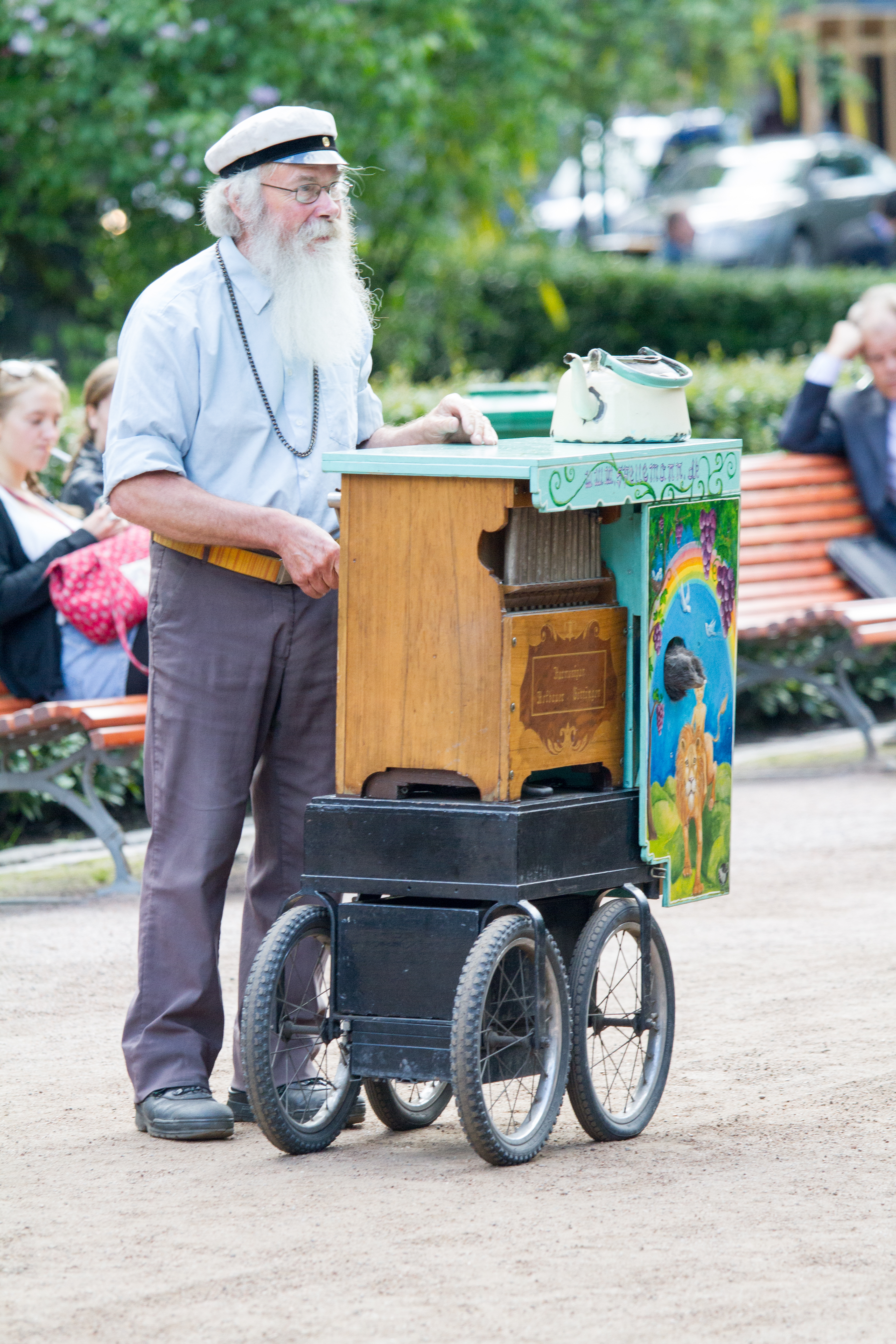
Шарманщик, Хельсинки, 2010 г.
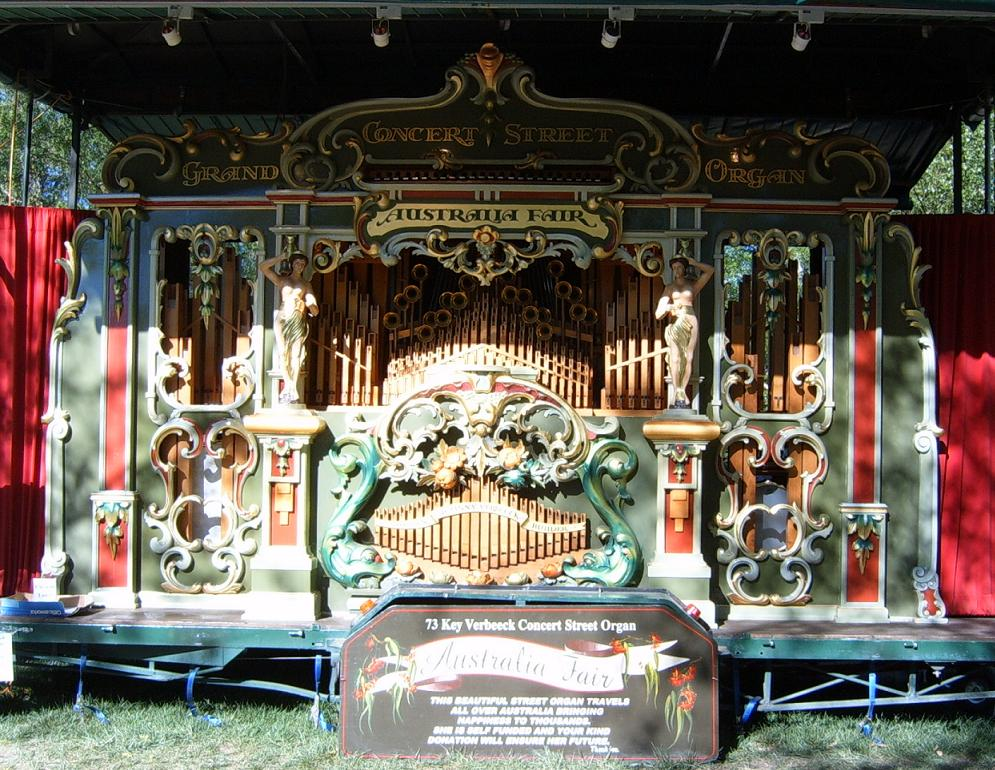
Австралийский Выставочный Гранд Концерт Шарманок (2006 г., Канберра); трубы, барабаны, латунь и т. д.
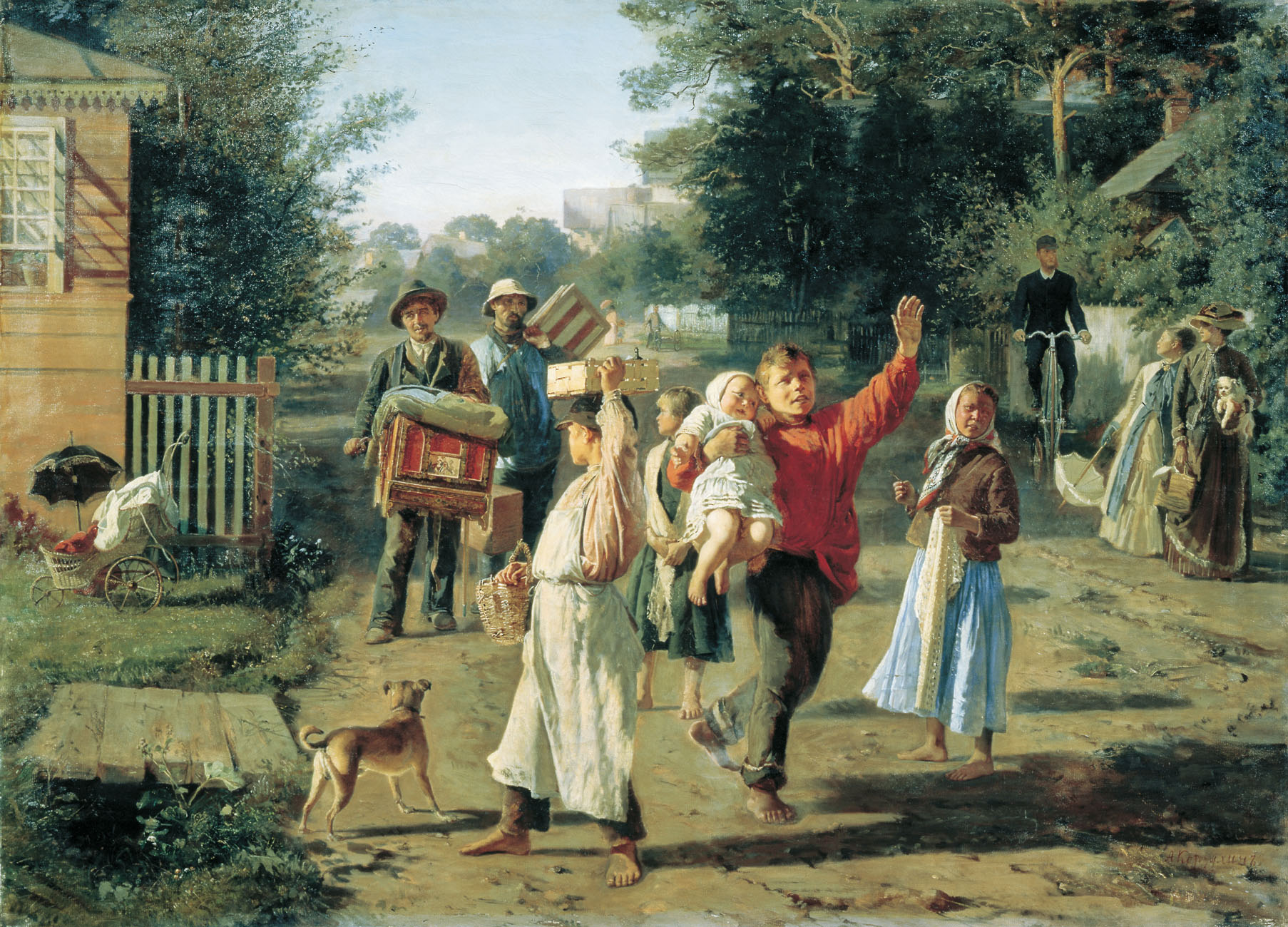
«Петрушка идёт!», картина работы А. И. Корзухина, 1888 г.
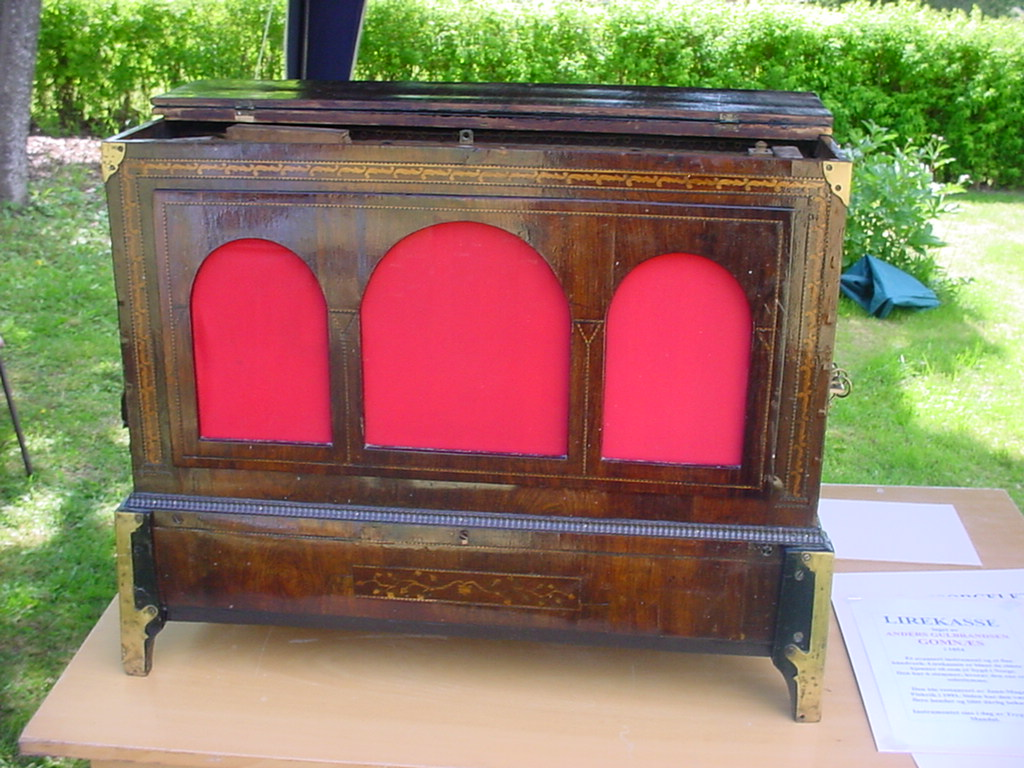
Шарманка, сделанная Андерсом Гулбрандсеном Гомнасом (Хёнефосс, Норвегия) в 1854 г.
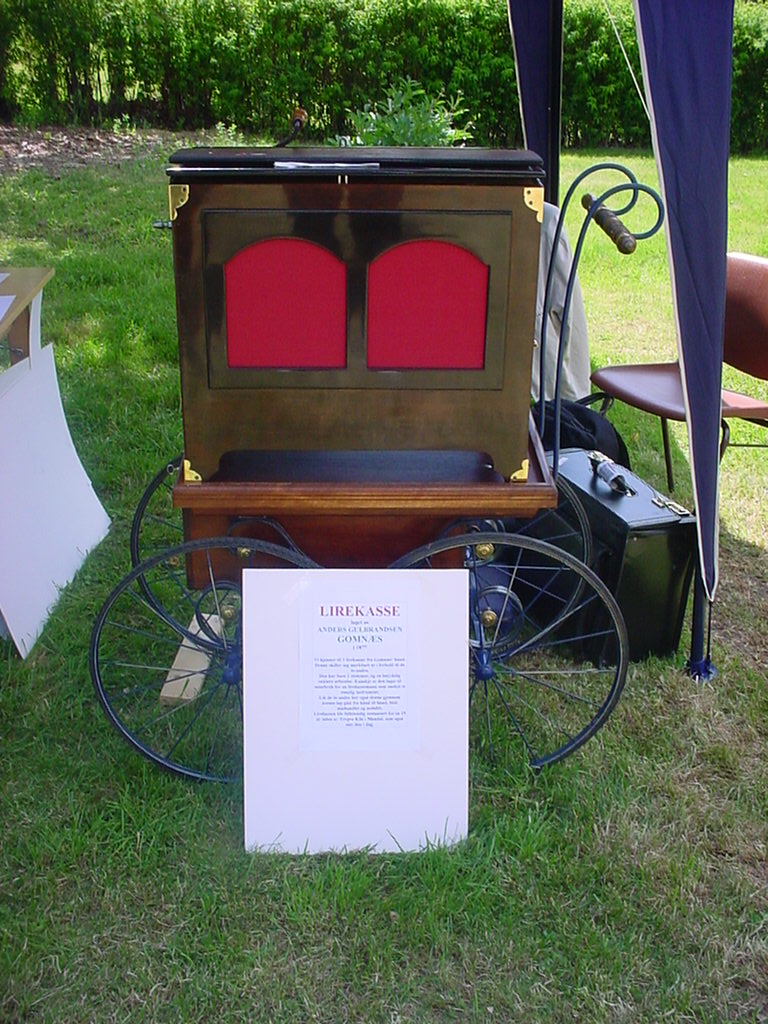
Шарманка, сделанная Андерсом Гулбрандсеном Гомнасом в 1877 г.
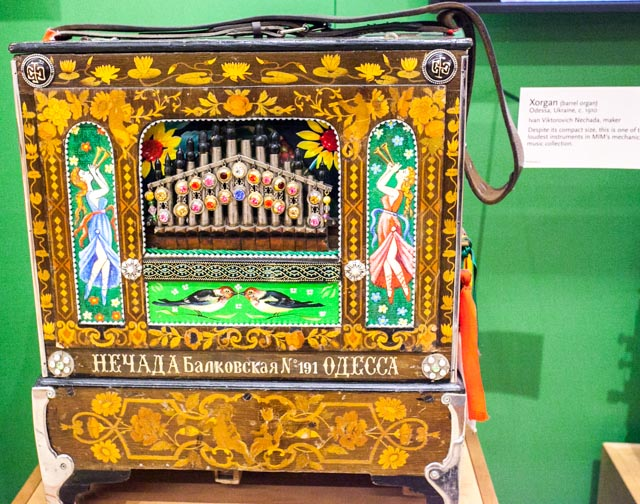
Шарманка производства Ивана Нечады, 1910 г., Одесса
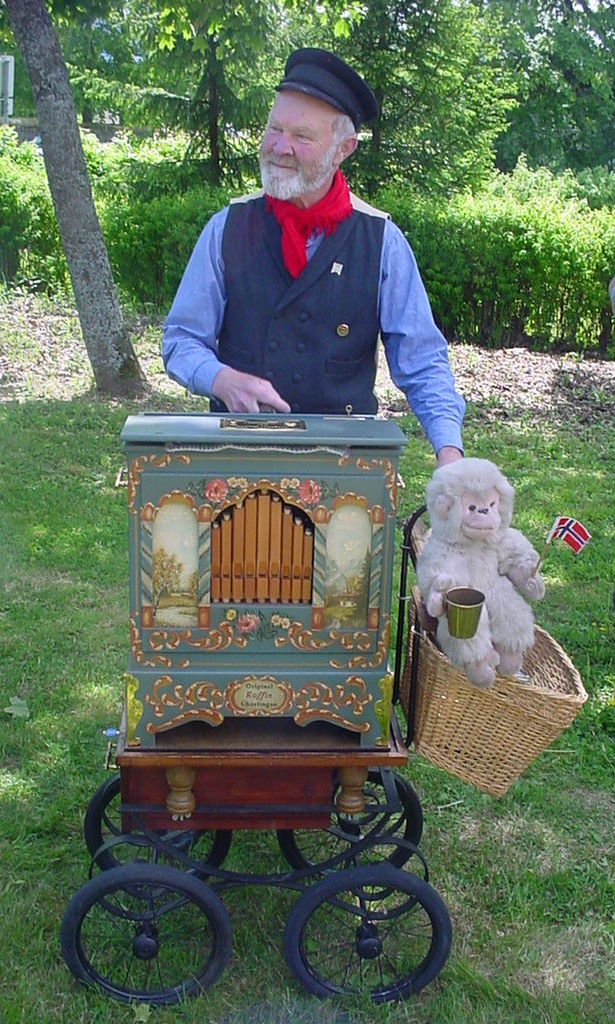
Играет новая шарманка.
Памятник шарманщику у станции «Удельная» в Санкт-Петербурге
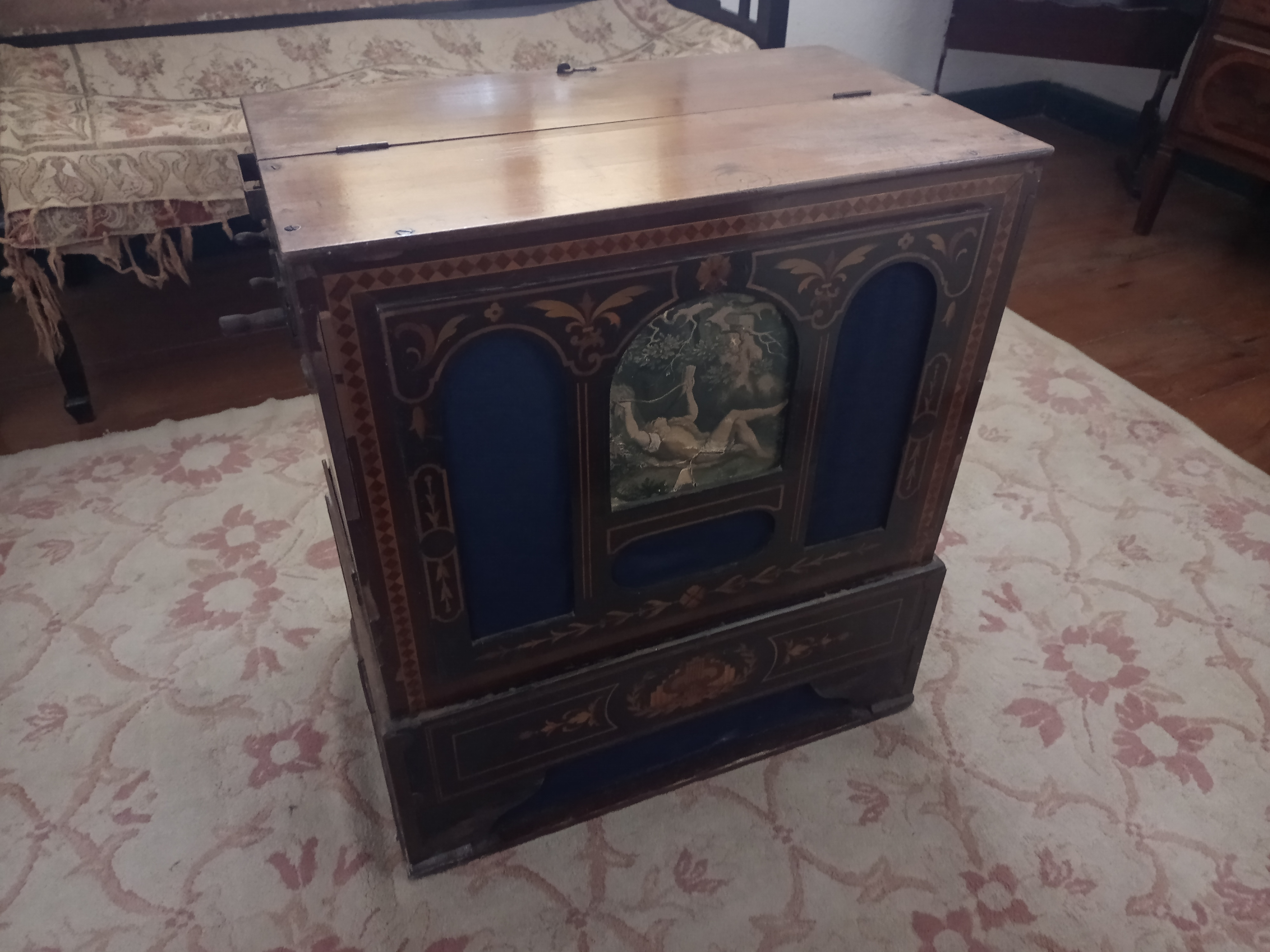
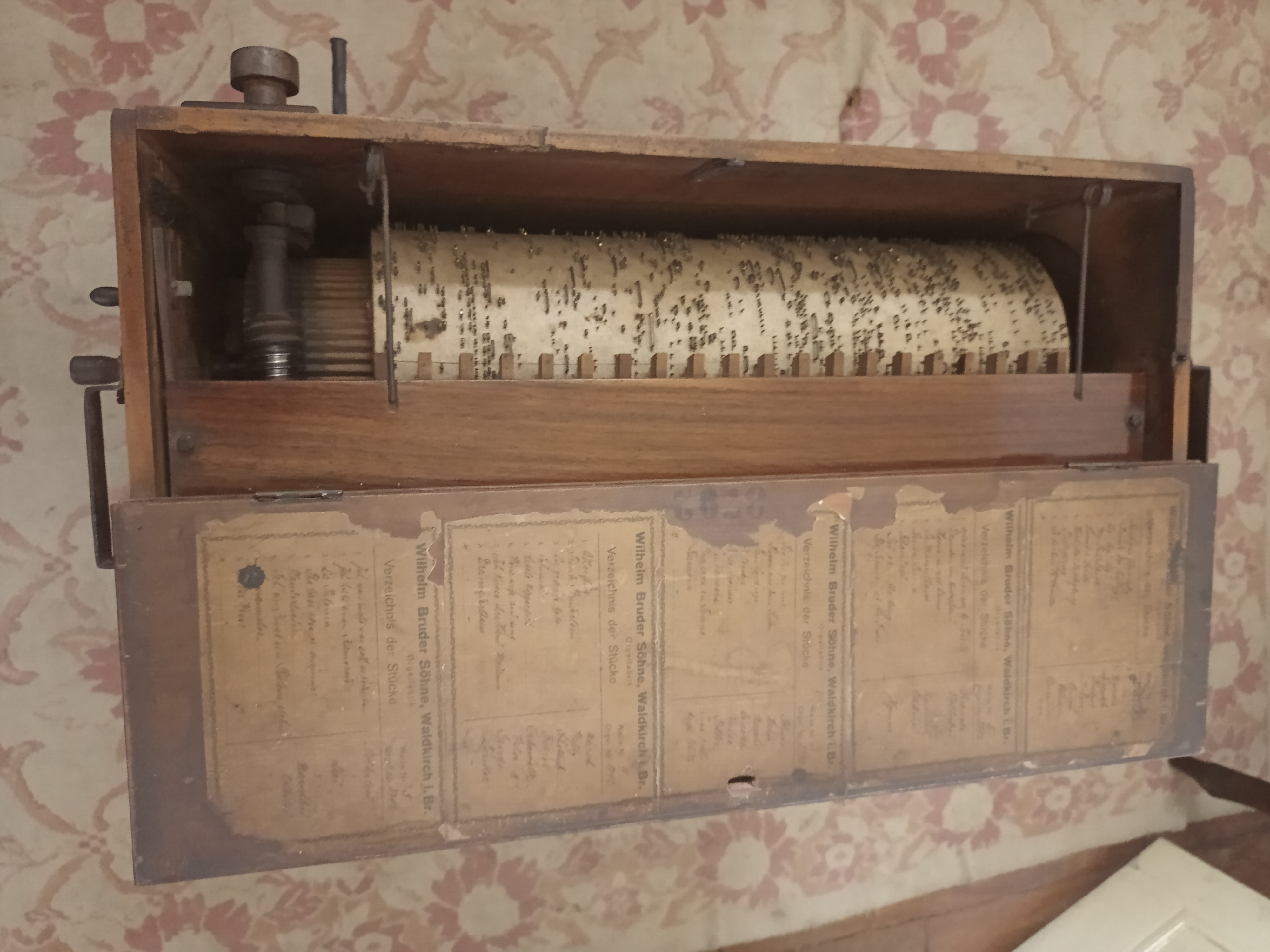
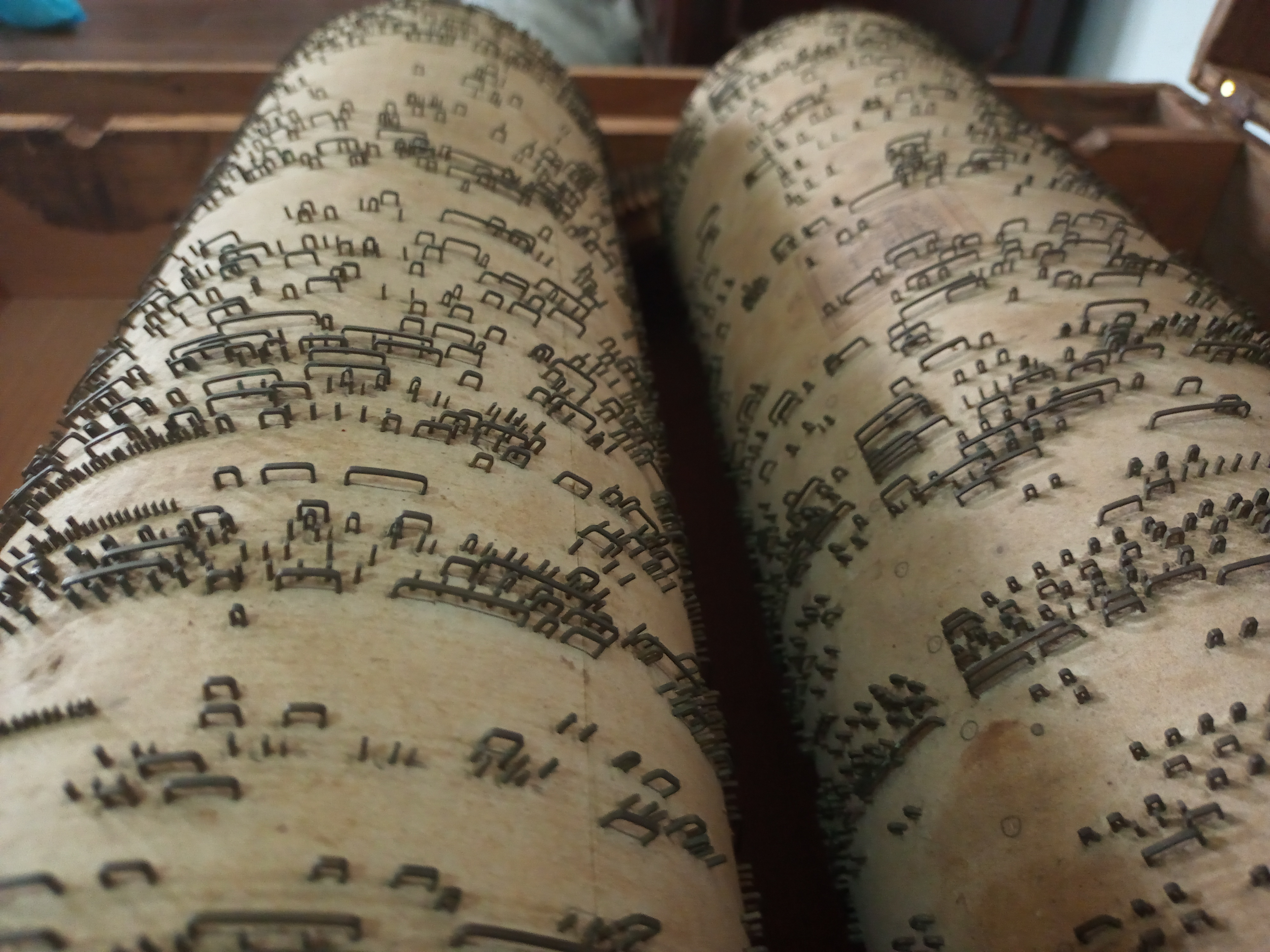